# Neufmaisons
Neufmaisons (bis 1793 Neuf Maison) ist eine französische Gemeinde mit 212 Einwohnern (Stand: 1. Januar 2022) im Département Meurthe-et-Moselle in der Region Grand Est (bis 2015 Lothringen). Sie gehört zum Arrondissement Lunéville und zum Gemeindeverband Vezouze en Piémont.

## Geografie

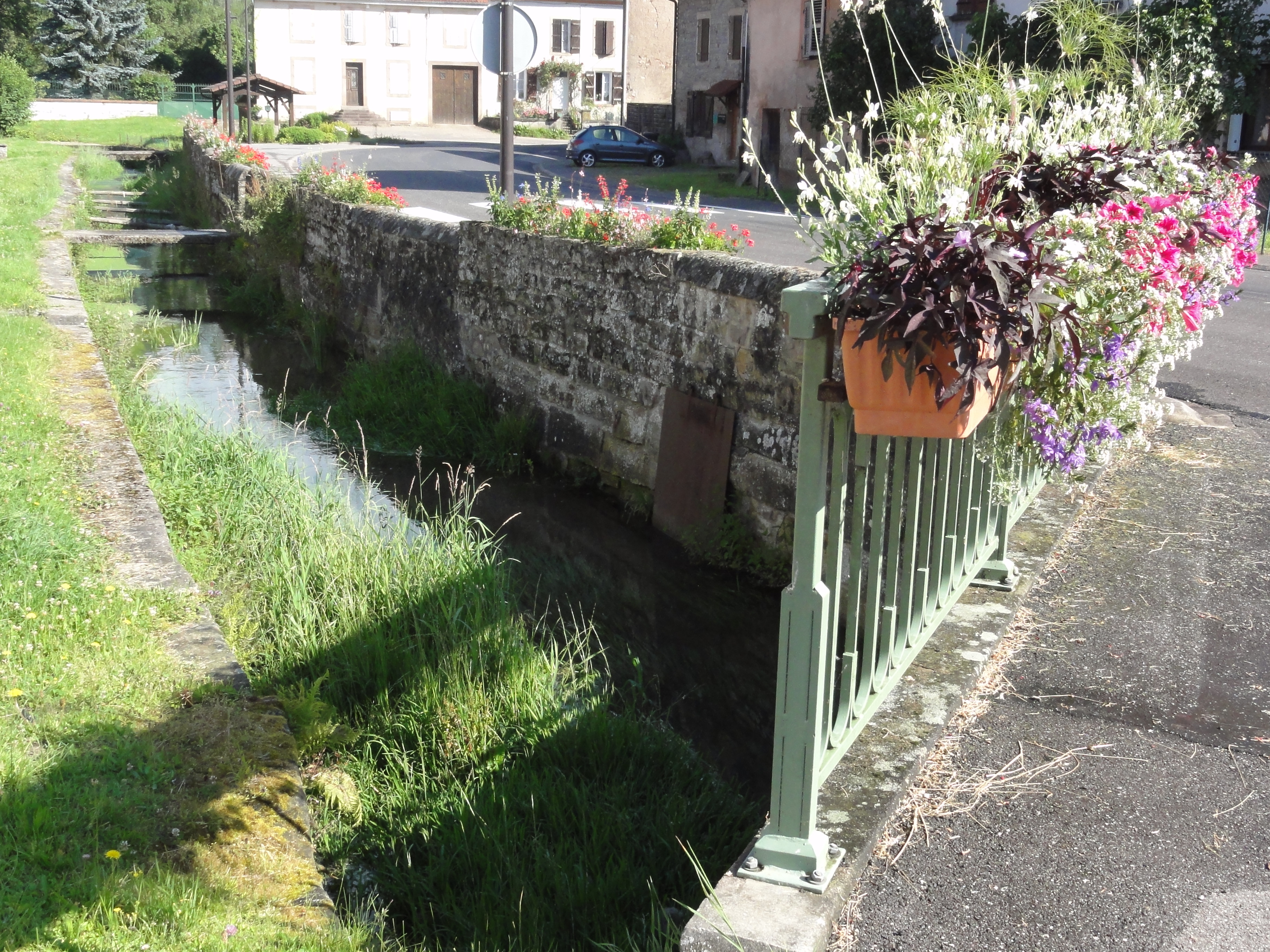
Die Verdurette im Neufmaisons

Die Gemeinde Neufmaisons liegt am Übergang des flachen lothringischen Plateaus zum Fuß der westlichen Vogesen, etwa 35 Kilometer südöstlich von Lunéville und unmittelbar westlich des Stausees Lac de Pierre-Percée, der zur Notkühlung des 100 Kilometer entfernten Kernkraftwerkes Cattenom angelegt wurde. Etwa 85 % des 22,02 km² umfassenden Gemeindegebietes sind bewaldet. Im Bergwald Forêt Domaniale des Reclos befindet sich mit der Tête des Reclos auf 539 Metern über dem Meer der höchste Punkt der Gemeinde. In Neufmaisons entspringt die Verdurette, ein linker Nebenfluss der Vezouze. Im Südosten bildet der Fluss Plaine die Grenze zum Département Vosges. Umgeben wird Neufmaisons von den Nachbargemeinden Pexonne im Nordosten, Pierre-Percée und Celles-sur-Plaine im Südosten, Raon-l’Étape im Süden, Bertrichamps im Südwesten, Veney im Westen und Vacqueville im Nordwesten.

## Geschichte
Im 19. Jahrhundert fanden Archäologen im Wald von Reclos Hinweise auf einen Cromlech aus der Eisenzeit mit einem Durchmesser von 30 Schritten, zudem zwei Blöcke mit aufeinandergestapelten und regelmäßig ausgerichteten Blöcken. Im Inneren des Steinkreises sollen mehrere Fragmente von Reliefs entdeckt worden sein, die Teile von menschlichen Körpern, einen Löwen und einen Geier darstellten. Dieser Steinkreis war wohl der einzige im gesamten Vogesenraum. Er wurde in Unkenntnis der Bedeutung bei der Anlage von Forstwegen vernichtet. Heute findet sich keine Spur mehr vom Steinkreis.
Der Ursprung des französischen Namens von Neufmaisons (übersetzt: Neunhäuser) stammt wahrscheinlich aus der Zeit um das 12. Jahrhundert, als das Dorf erst aus neun Häusern (Feuerstellen) bestand. Im Wappen werden die neun Häuser durch neun Alérions symbolisiert.
Bis in das 19. Jahrhundert überwog wegen der großen Wälder das Holzhandwerk in Neumaisons. Die Holzfäller und Fuhrleute brachten das Holz zu den nahen Sägewerken; im Dorf wurden Bürsten und Holzschuhe hergestellt.

### Bevölkerungsentwicklung
| Jahr      | 1962 | 1968 | 1975 | 1982 | 1990 | 1999 | 2006 | 2012 | 2021 |
| Einwohner | 354  | 248  | 179  | 178  | 175  | 176  | 218  | 233  | 217  |

Im Jahr 1876 wurde mit 752 Bewohnern die bisher höchste Einwohnerzahl ermittelt. Die Zahlen basieren auf den Daten von cassini.ehess und INSEE.

## Sehenswürdigkeiten
- Kirche Notre-Dame-du-Mont-Carmel (Maria vom Berg Karmel)
- Oratorium
- acht Brunnen
- Gefallenendenkmal
- Monument de la résistance nahe der Ferme de Viombois: Gedenkstätte für die von der Gestapo umgebrachten Widerstandskämpfer in Form eines Lothringerkreuzes

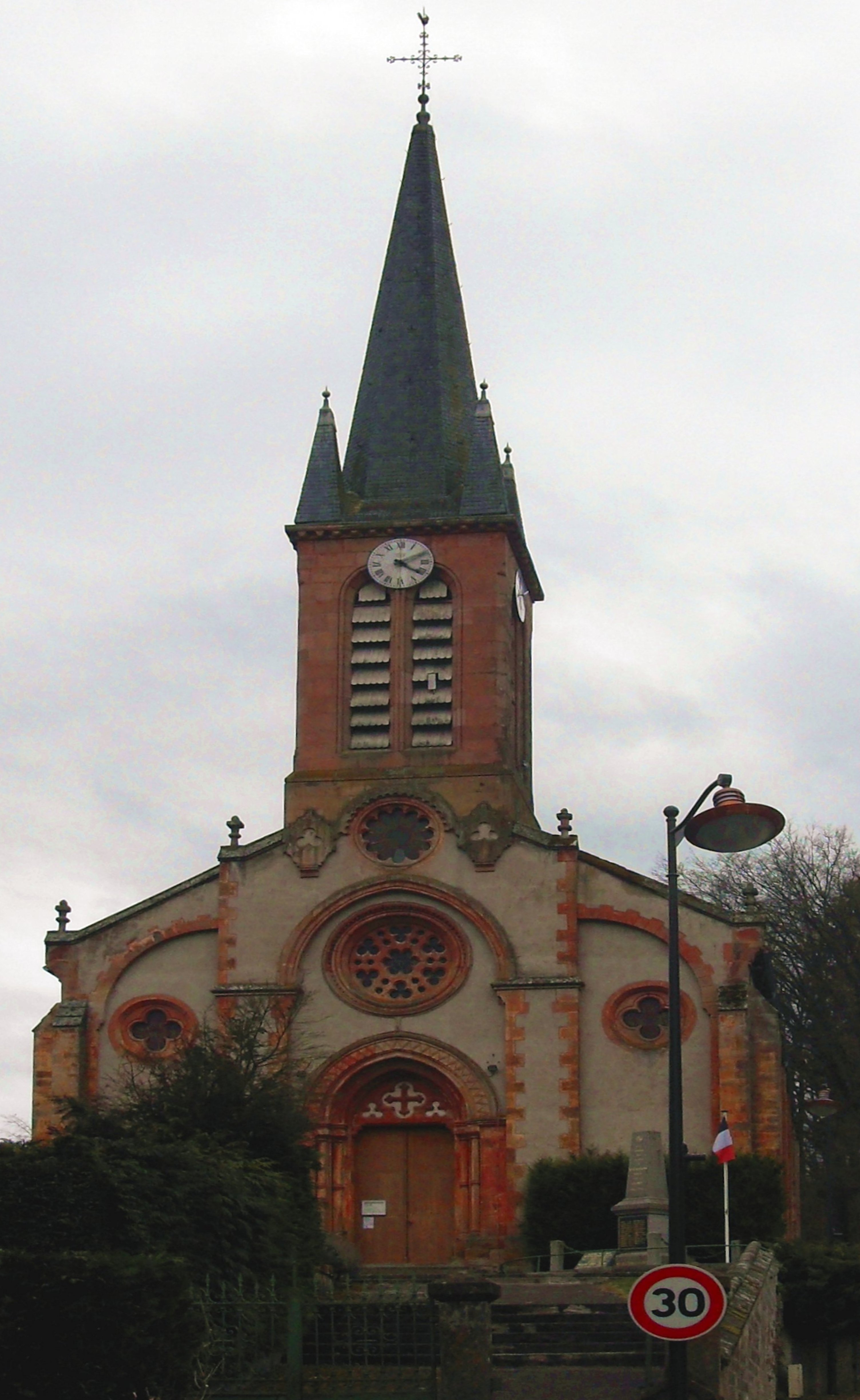
Kirche Notre-Dame-du-Mont-Carmel
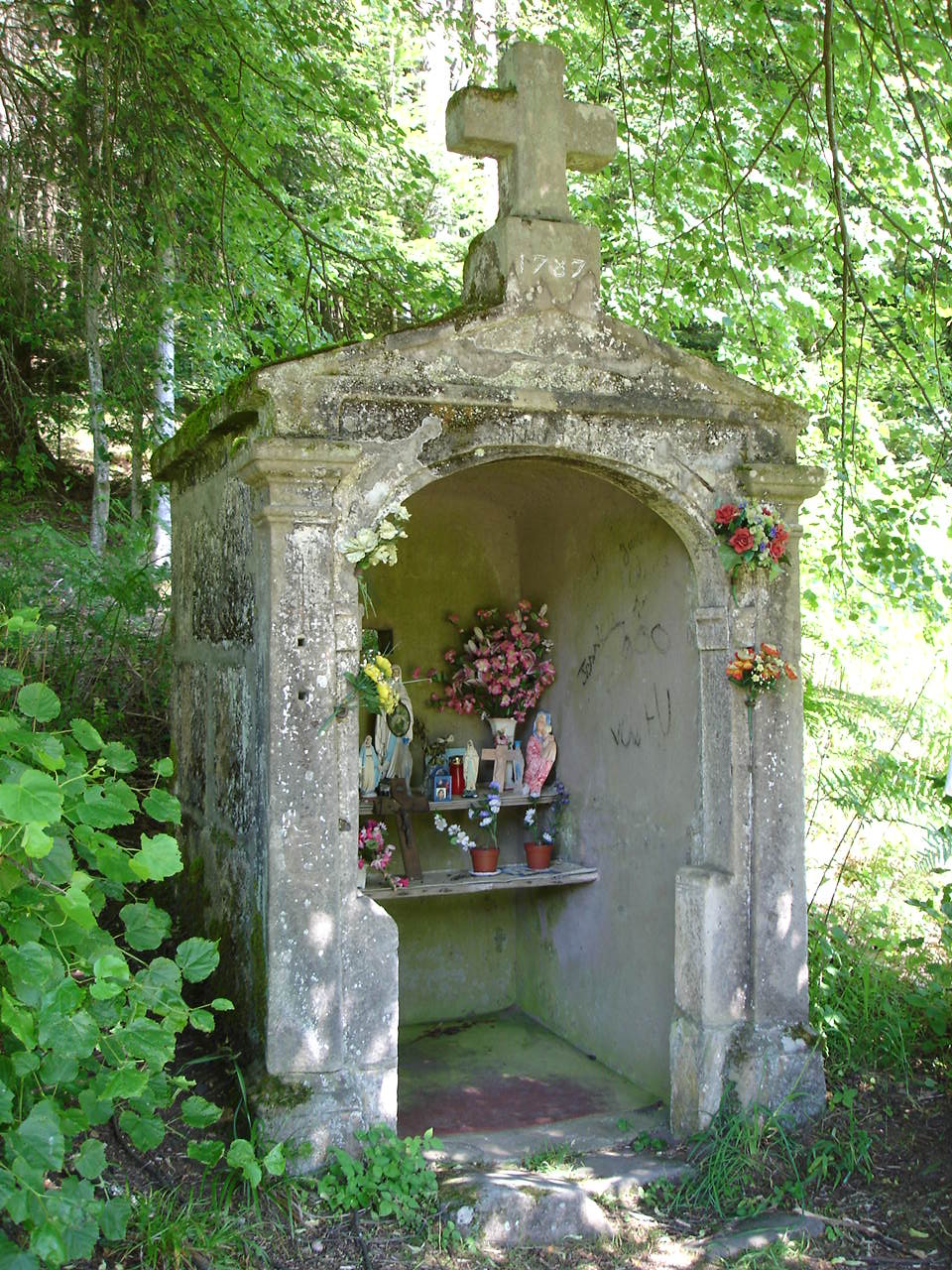
Oratorium in Neufmaisons
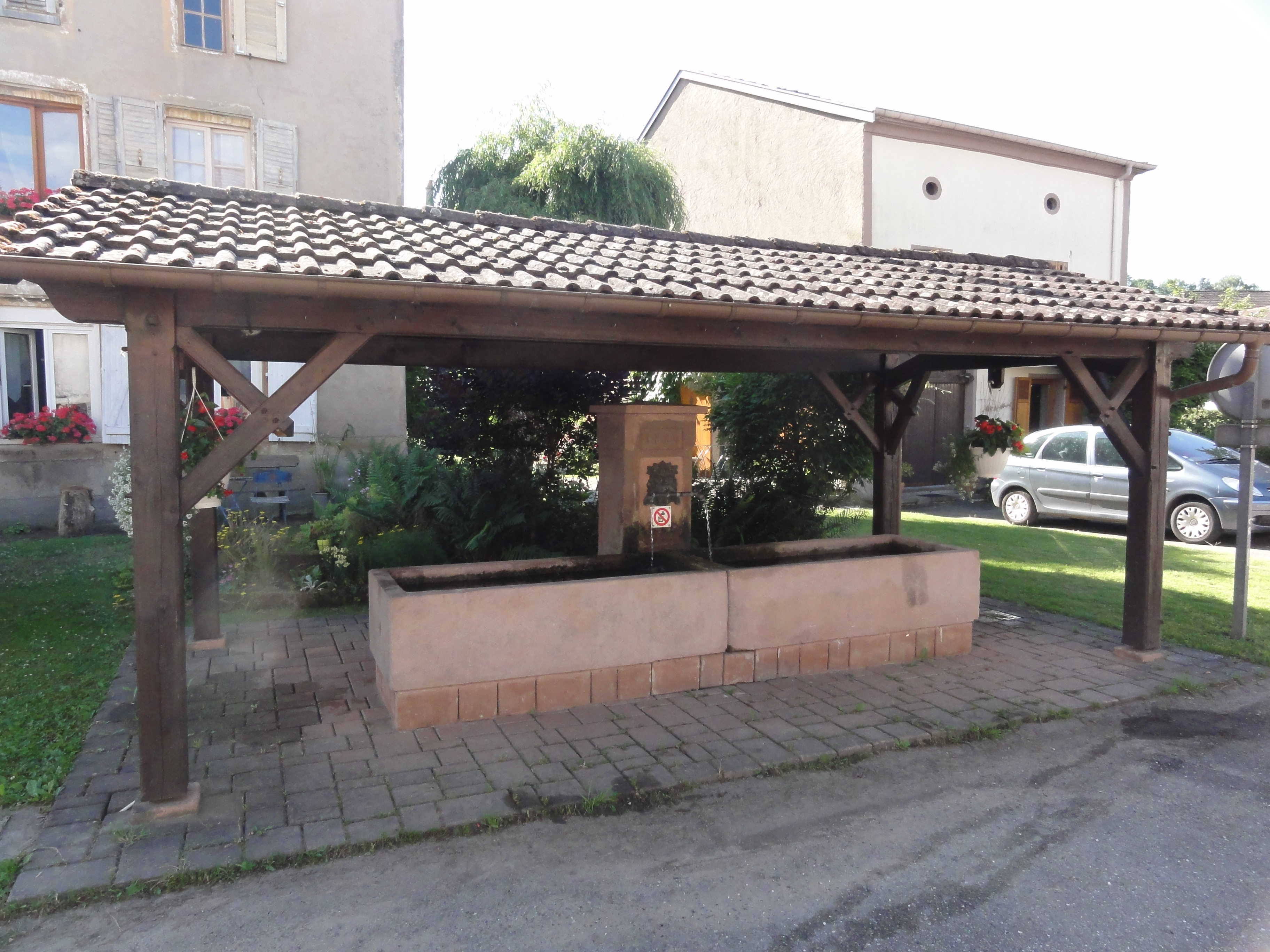
Einer der überdachten Brunnen in Neufmaisons
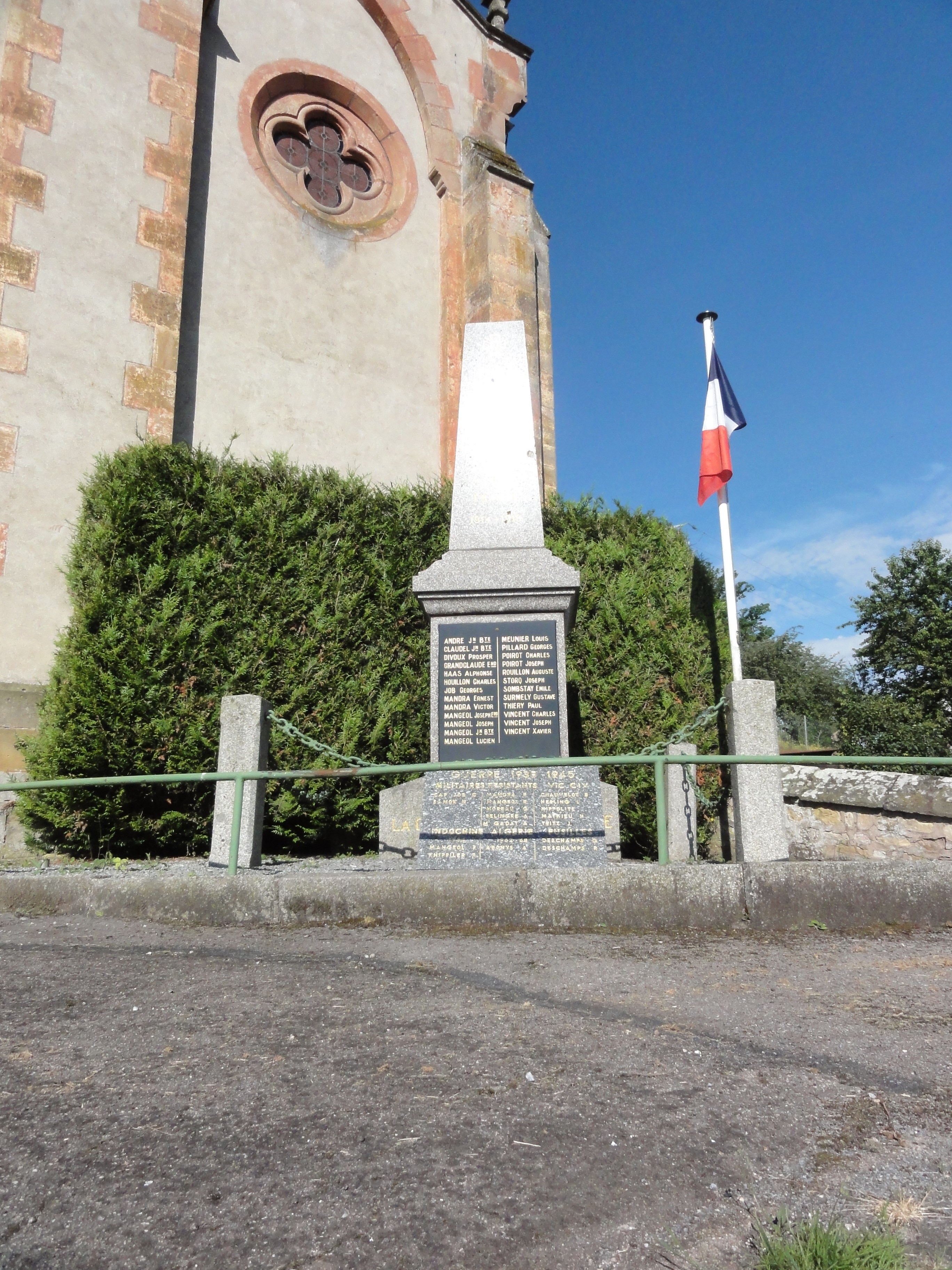
Gefallenendenkmal
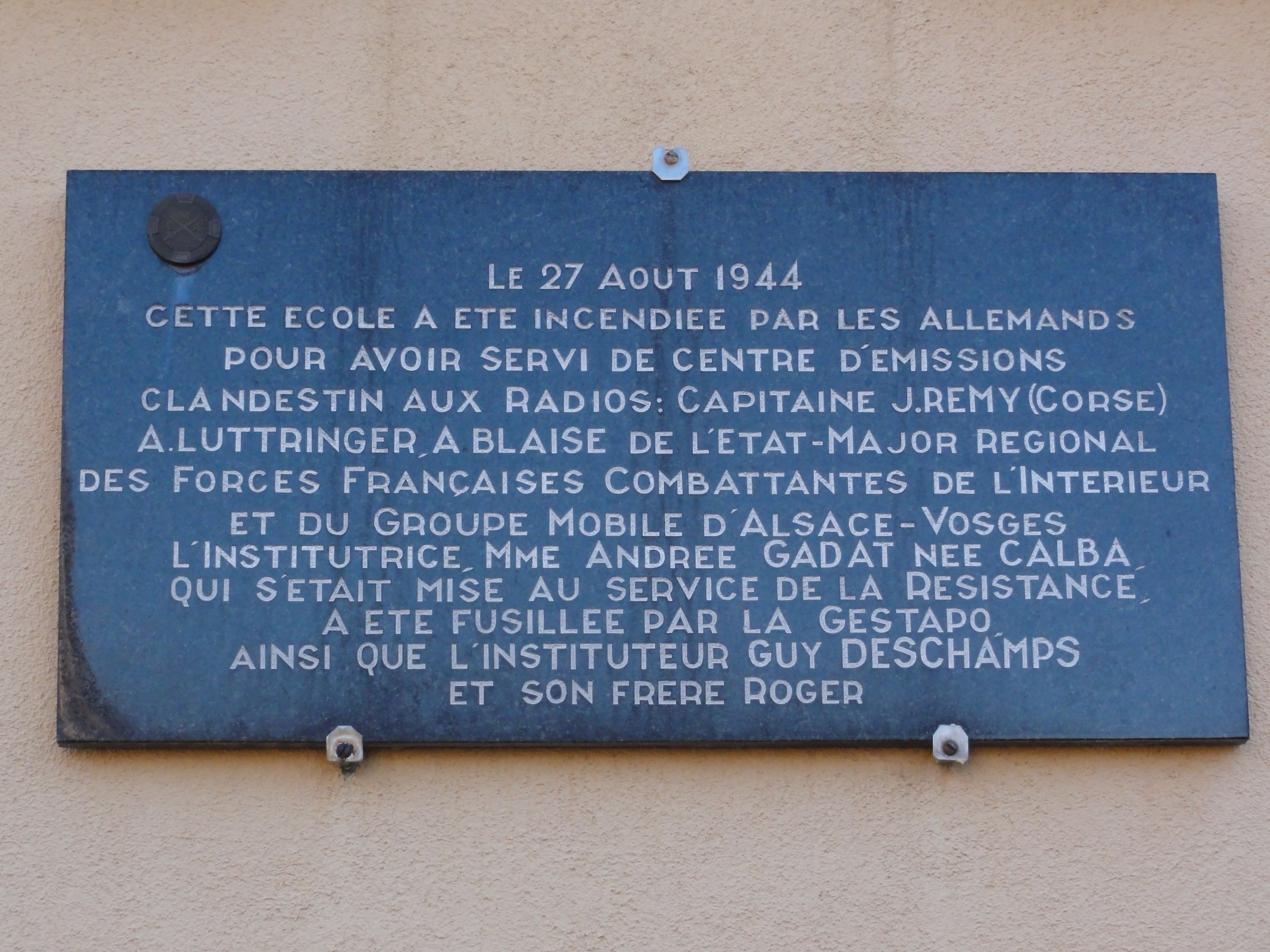
Gedenktafel an der Schule für die ermordeten Widerstandskämpfer

## Wirtschaft und Infrastruktur
In Neufmaisons sind zwei Landwirtschaftsbetriebe ansässig (Milchviehhaltung).
Neufmaisons liegt an der Fernstraße D 8 von Badonviller nach Raon-l’Étape. Im acht Kilometer entfernten Raon-l’Étape besteht Anschluss an die autobahnähnlich ausgebaute RN 59.

## Belege
1. ↑  Neufmaisons auf cassini.ehess.fr (französisch)
2. ↑  Geschichtsabriss auf piemontvosgien.fr (französisch)
3. ↑  Neufmaisons auf annuaire-mairie
4. ↑  Neufmaisons auf INSEE
5. ↑  Landwirtschaftsbetriebe auf annuaire-mairie.fr (französisch)